# Хан, Тесса
Тесса Хан (англ. Tessa Khan) — юрист по экологическим вопросам из Великобритании. Она является соучредителем и содиректором сети Climate Litigation Network, которая поддерживает судебные дела, связанные со смягчением последствий изменения климата и климатической справедливостью.
Хан утверждал, что национальные правительства сознательно извлекли выгоду из повышения уровня углекислого газа и нанесли ущерб окружающей среде, в том числе в рамках Climate Case Ireland.

## Биография
Тесса Хан принимает активное участие в правозащитных компаниях.
В Таиланде она работала в некоммерческой женской правозащитной организации. В 2015 году, находясь в Таиланде, она узнала о решении суда в Гааге, предписывающем Нидерландам сократить выбросы парниковых газов. В 2016 году, вдохновленная решением суда по Нидерландам, она переехала в Лондон и присоединилась к команде юристов Urgenda Foundation.

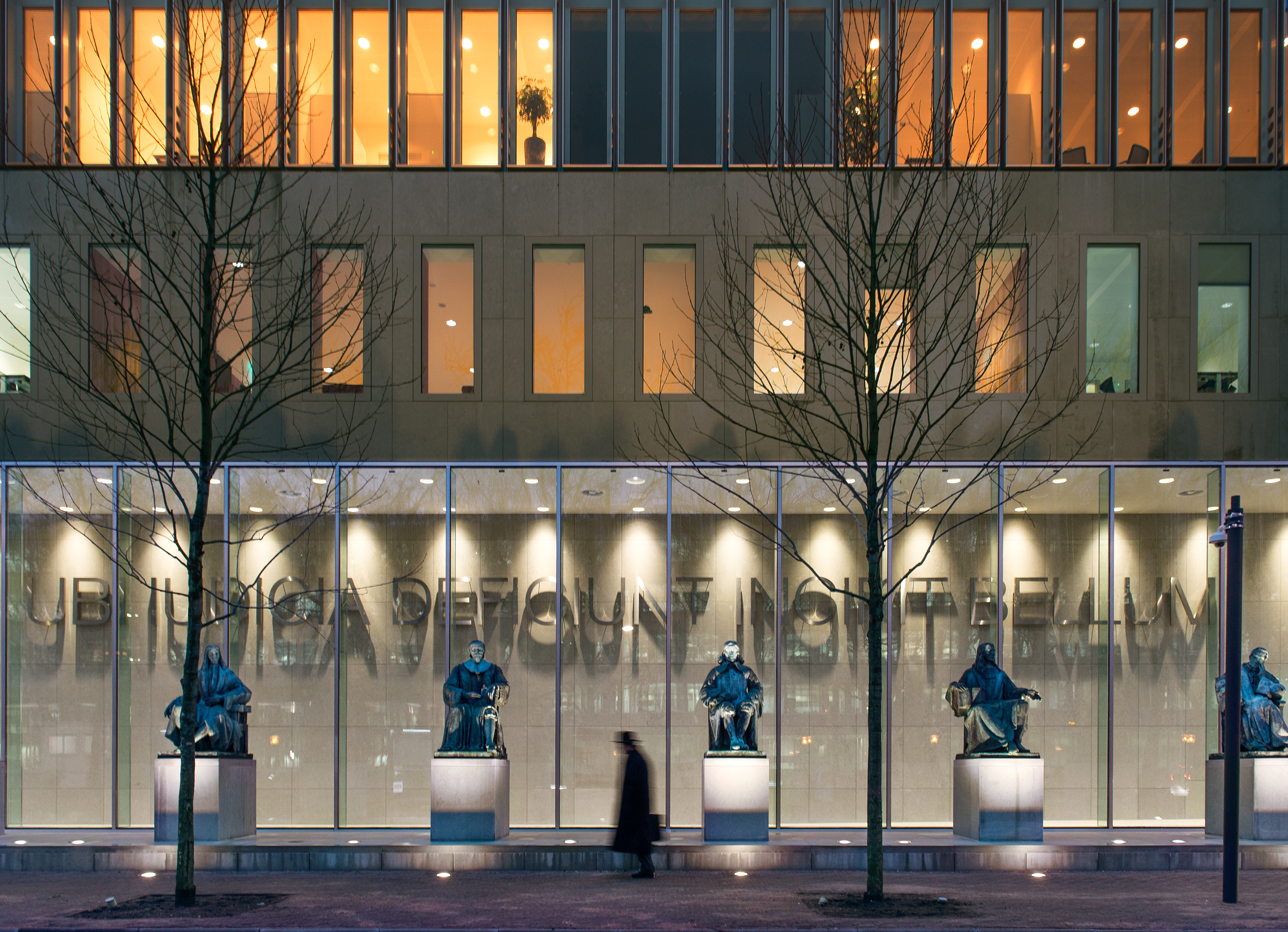
Верховный суд Нидерландов, Гаага

Хан стала соучредителем сети Climate Litigation Network по рассмотрению климатических споров с Urgenda Foundation для поддержки судебных дел в борьбе с изменениями климата по всему миру. Она является директором сети Climate Litigation Network по рассмотрению климатических споров. Через организацию она успешно помогла группам активистов подать в суд на правительство своей страны. Она участвует в организации судебных исков по всему миру, включая такие страны как Канада, Нидерланды, Новая Зеландия, Норвегия, Пакистан и Южная Корея.
Она поддержала иски в Нидерландах и Ирландии, которые успешно оспорили адекватность государственных планов по программе сокращения выбросов. В декабре 2019 года Верховный суд Нидерландов удовлетворил иск Urgenda Foundation против правительства страны и обязал сократить мощность угольных электростанций и направить инвестиции на сумму около 3 миллиардов евро для сокращения выбросов углерода в атмосферу. Положительный исход дела газета Guardian оценила, как «самый успешный судебный процесс по борьбе с изменением климата на сегодняшний день».
В августе 2020 года Верховный суд Ирландии по делу Climate Case Ireland постановил, что правительство должно разработать новый, более амбициозный план по сокращению выбросов углерода. Сегодня Ирландия занимает третье место по выбросам парниковых газов на душу населения среди стран Европейского Союза.

## Награды
- В 2018 году Тесса Хан удостоена награды «Климатический прорыв»[9]
- В 2019 году журнал Time включил её в список из 15 женщин, которые возглавляют борьбу с изменением климата[3]